# Orogrande (Új-Mexikó)
Orogrande önkormányzat nélküli statisztikai település, az új-mexikói Otero megyében, az Egyesült Államokban. A Tularosa-medencében fekszik, a Jarilla-hegység lábánál, az 54-es autópálya két oldalán. Az akkor még bányászvárosként működő települést 1905-ben Jarilla Junction néven hozták létre, az azonos nevű hegységhez való közelsége miatt. Egy évvel később kapta meg napjainkban használt nevét és nincs messze Brice és Ohaysi szellemvárosoktól. Az 1905-ös aranyláz idején a népesség közel kétezer fő is volt, de utána gyorsan közel nullára esett. A területen még mindig sok az elhagyatott bánya, illetve a Fort Bliss katonai támaszpont is közel található.
A 2020-as népszámlálás idején a lakosság száma 35 fő volt és folyamatosan csökken.

## Népesség
| 2010 | 52 |
| 2020 | 35 |

### Demográfia
Orogrande lakossága a 2020-as népszámlálás idején 35 fő volt. Ennek a 35 főnek a 0,0%-a rendelkezik egyetemi végzettséggel és ugyanekkora százaléka dolgozott abban az időszakban. Összességében 5 család él a területen, 32 lakossági épületben.